# American Ninja
American Ninja (br: Guerreiro Americano) é um filme produzido nos Estados Unidos em 1985, e  dirigido por Sam Firstenberg.
Teve uma continuação "A Volta do Guerreiro Americano" (American Ninja 2: The Confrontation) (1987).

## Sinopse
Recém chegado ao exército, Joe, um jovem calado é convocado para ir junto na escolta de caminhões do exército carregados de armas. Tudo parece apenas mais uma atividade comum na vida de um militar, mas um grupo disfarçado de trabalhadores da estrada acaba rendendo os militares para roubar seus caminhões. 

## Elenco
- Michael Dudikoff ... Pvt. Joe T. Armstrong
- Steve James ... Cpl. Curtis Jackson
- Judie Aronson ... Patricia Hickock
- Guich Koock ... Col. William T. Hickock
- John Fujioka ... Shinyuki